# Chlorochaeta ditaria
Chlorochaeta ditaria är en fjärilsart som beskrevs av Fabricius 1777. Chlorochaeta ditaria ingår i släktet Chlorochaeta och familjen mätare. Inga underarter finns listade i Catalogue of Life.